# Algincola quercina
Algincola quercina är en svampart som beskrevs av Velen. 1939. Algincola quercina ingår i släktet Algincola, ordningen disksvampar, klassen Leotiomycetes, divisionen sporsäcksvampar och riket svampar.   Inga underarter finns listade i Catalogue of Life.